# Siete copas
.

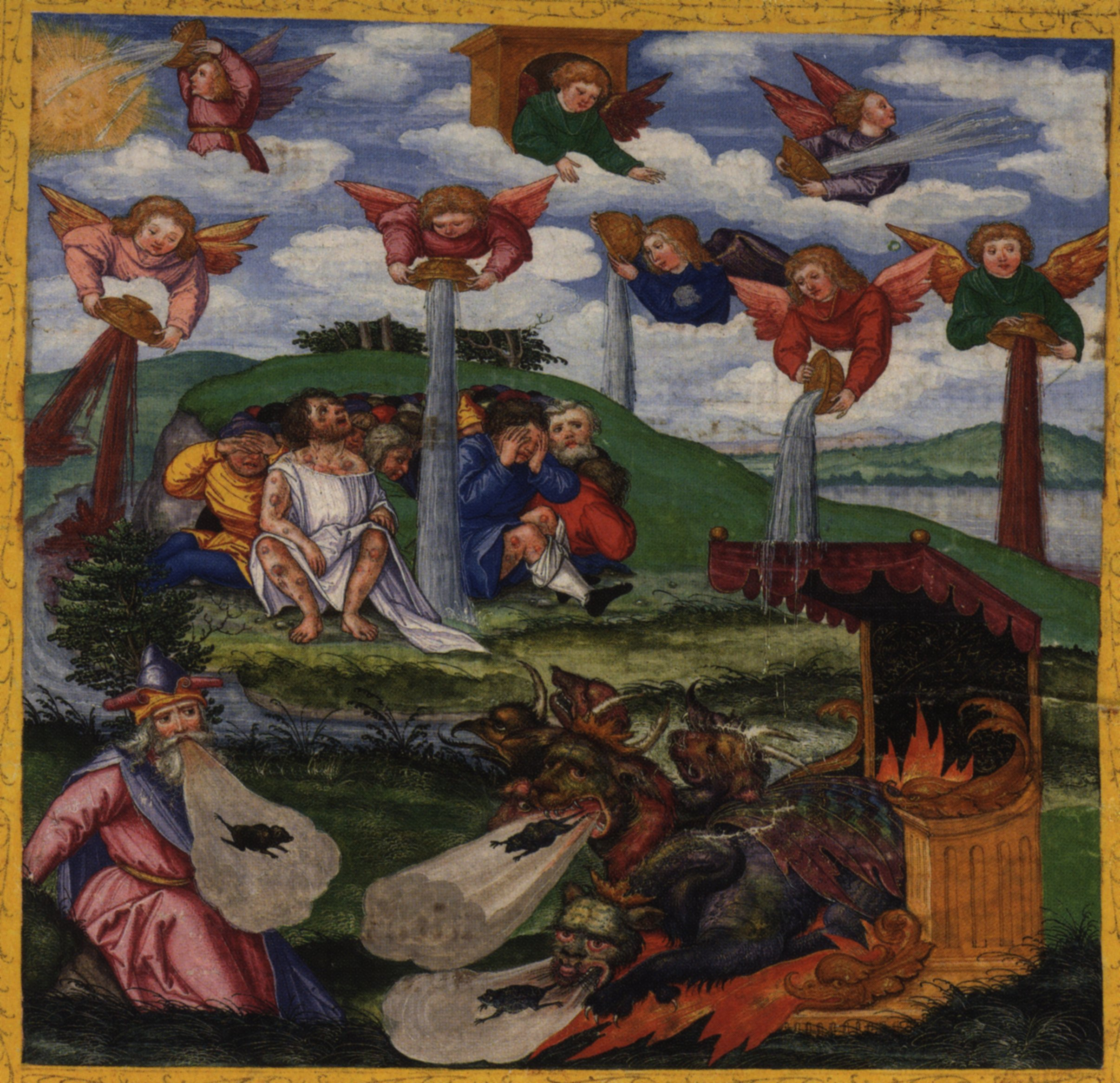
La Entrega de las Siete Copas de la Ira / Las Seis Primeras Plagas, Apocalipsis 16:1-16. Matthias Gerung, c. 1531

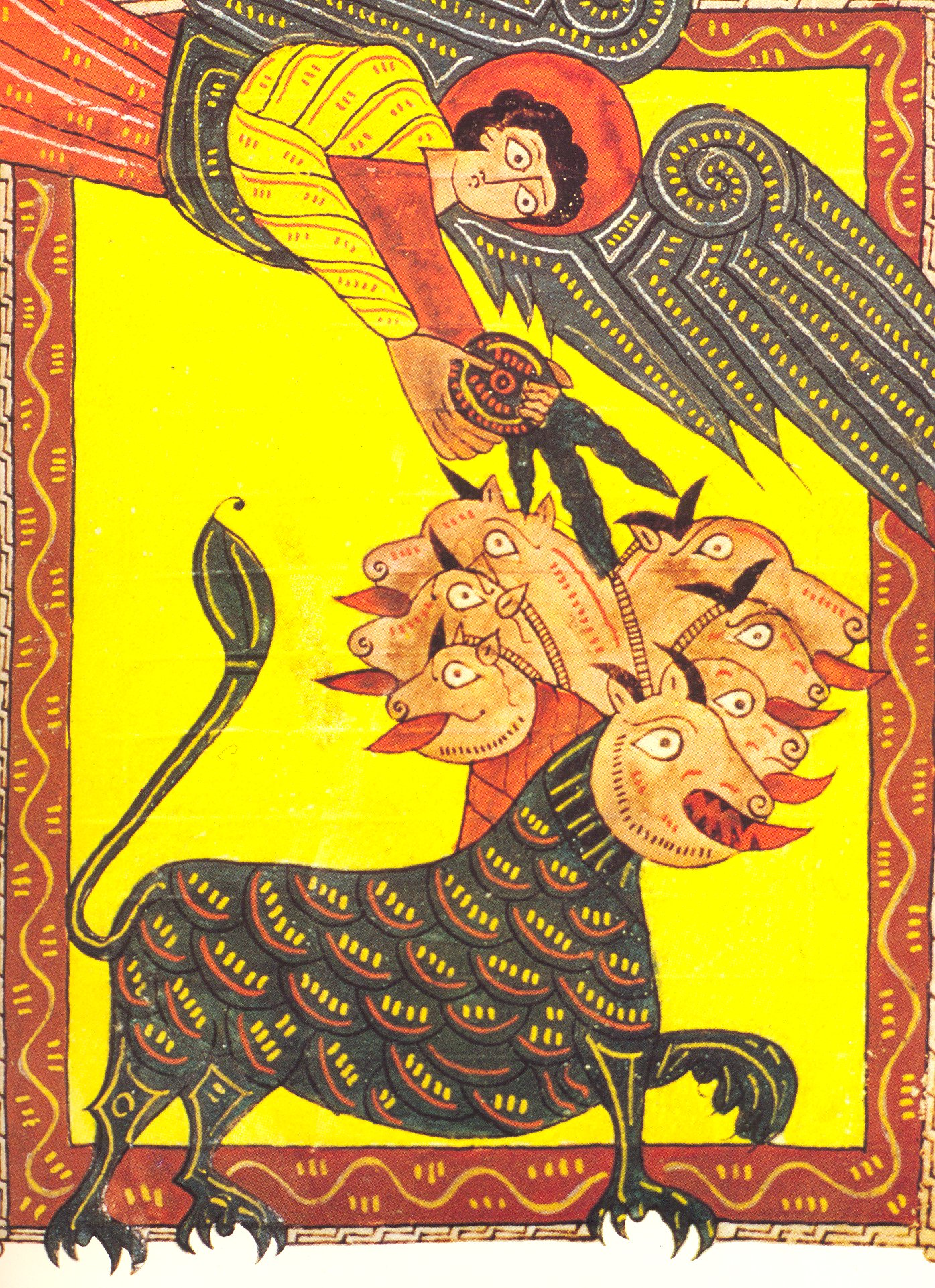
Quinta Copa, la Bestia de Siete Cabezas. Escorial Beatus

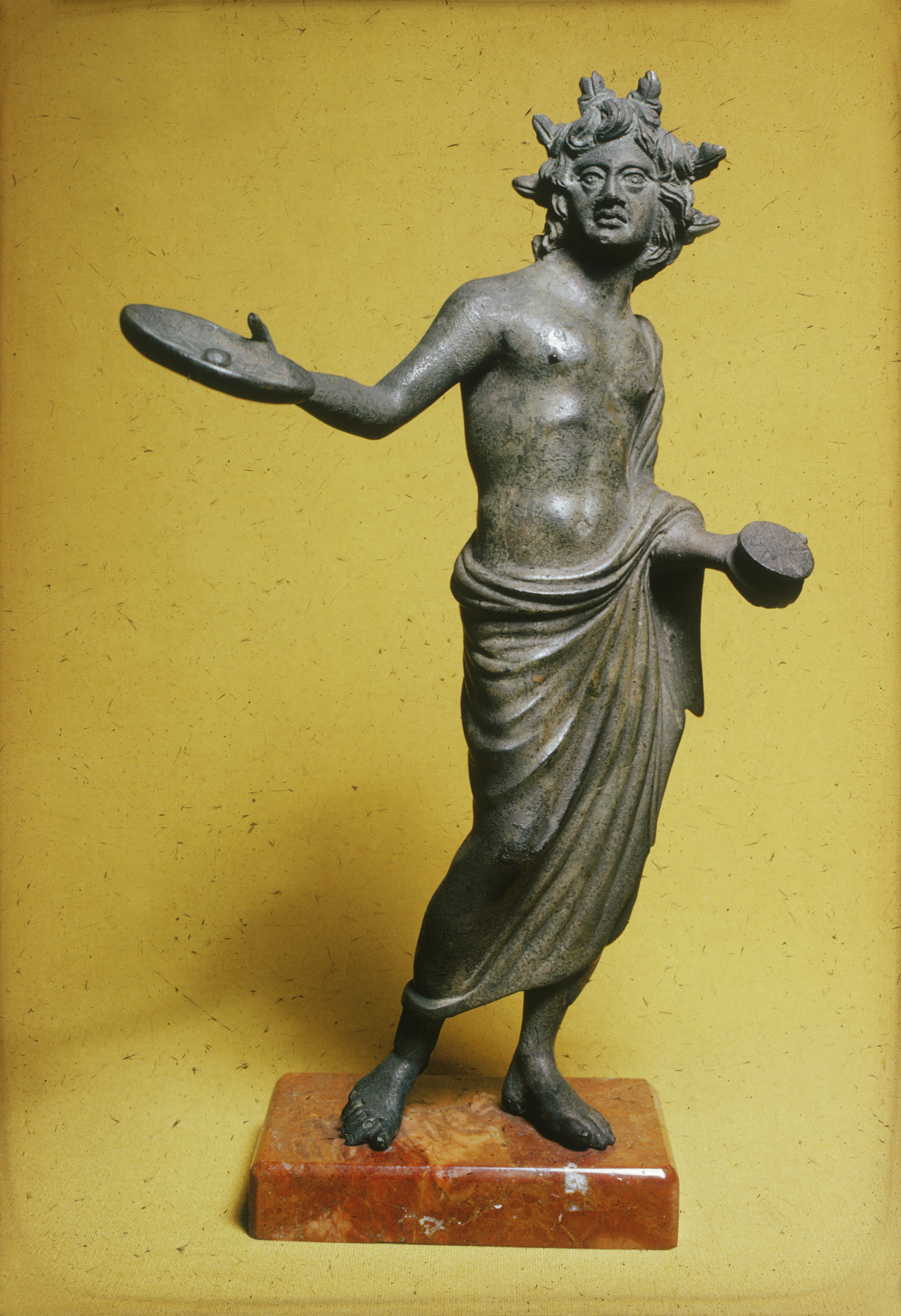
Estatua de un sacerdote Etrusco, sosteniendo una phialē de la que ha de verter una libación; las plagas del Apocalipsis se derraman sobre el mundo como ofrendas

Las siete copas (en griego: φιάλας, phialas (acc. pl.), nom. sing. φιάλη, phialē; también traducidas como tazones o ampollas) son un conjunto de plagas mencionadas en Apocalipsis 16. Se registran como acontecimientos apocalípticos que fueron vistos en la visión del Revelación de Jesucristo, por Juan de Patmos. A siete ángeles se les dan siete copas de la ira de Dios, cada una consistente en juicios llenos de la ira de Dios.Estas siete copas de la ira de Dios se derraman sobre los malvados y los seguidores del Anticristo después del sonido de las siete trompetas.

## Plagas

### Primera copa
La primera copa se derrama sobre la tierra, y causa llagas dolorosas a todos los que llevan la marca de la bestia.

### Segunda copa
La segunda copa se derrama sobre el mar. El mar se convierte en sangre, y toda criatura viviente en ella muere.«Revelación 16:3 (ESV)». Bible Gateway.</ref>

### Tercera copa
La tercera copa se derrama sobre los ríos y manantiales de agua, y se convierten en sangre. El "ángel de las aguas" hace un discurso en alabanza de la justicia de Dios, que se hace eco de una voz desde el altar.

### Cuarta copa
La cuarta copa se derrama sobre el sol. El sol quema a la gente, pero sólo maldicen el nombre de Dios y no se arrepienten.

### Quinta copa
La quinta copa se derrama sobre el trono de la bestia. Una densa oscuridad abruma el reino de la bestia, y los malvados aún no se arrepienten.

### Sexta copa
La sexta copa se derrama sobre el río Éufrates. El río se seca para permitir que "los reyes del oriente" crucen.  Tres espíritus inmundos con apariencia de ranas salen, uno de cada uno, de las bocas del dragón, la bestia y el falso profeta. Estos espíritus, a los que se hace referencia como impuros (que significa no aptos para el consumo en la literatura bíblica), hacen milagros para reunir a las naciones del mundo para luchar contra las fuerzas del bien durante la Batalla de Armagedón. La visión es interrumpida por una voz que dice: He aquí que vengo como un ladrón, e insta a los creyentes a permanecer alerta.
Otros eruditos bíblicos creen que la gran batalla escatológica no se describe en estos versículos, habiendo sido ya ganada en el momento de la crucifixión de Jesús.

### Séptima copa
La séptima copa es derramada en el aire. Una pequeña 
voz desde el trono dice: "Está hecho". Hay truenos y relámpagos, y un terremoto que destruye las ciudades del mundo, y divide "la gran ciudad" en tres partes. Las islas y las montañas son destruidas, y piedras de granizo que pesan un talento cada una caen sobre la tierra. La gente sigue maldiciendo a Dios.